# Stora Nygatan 17 ½

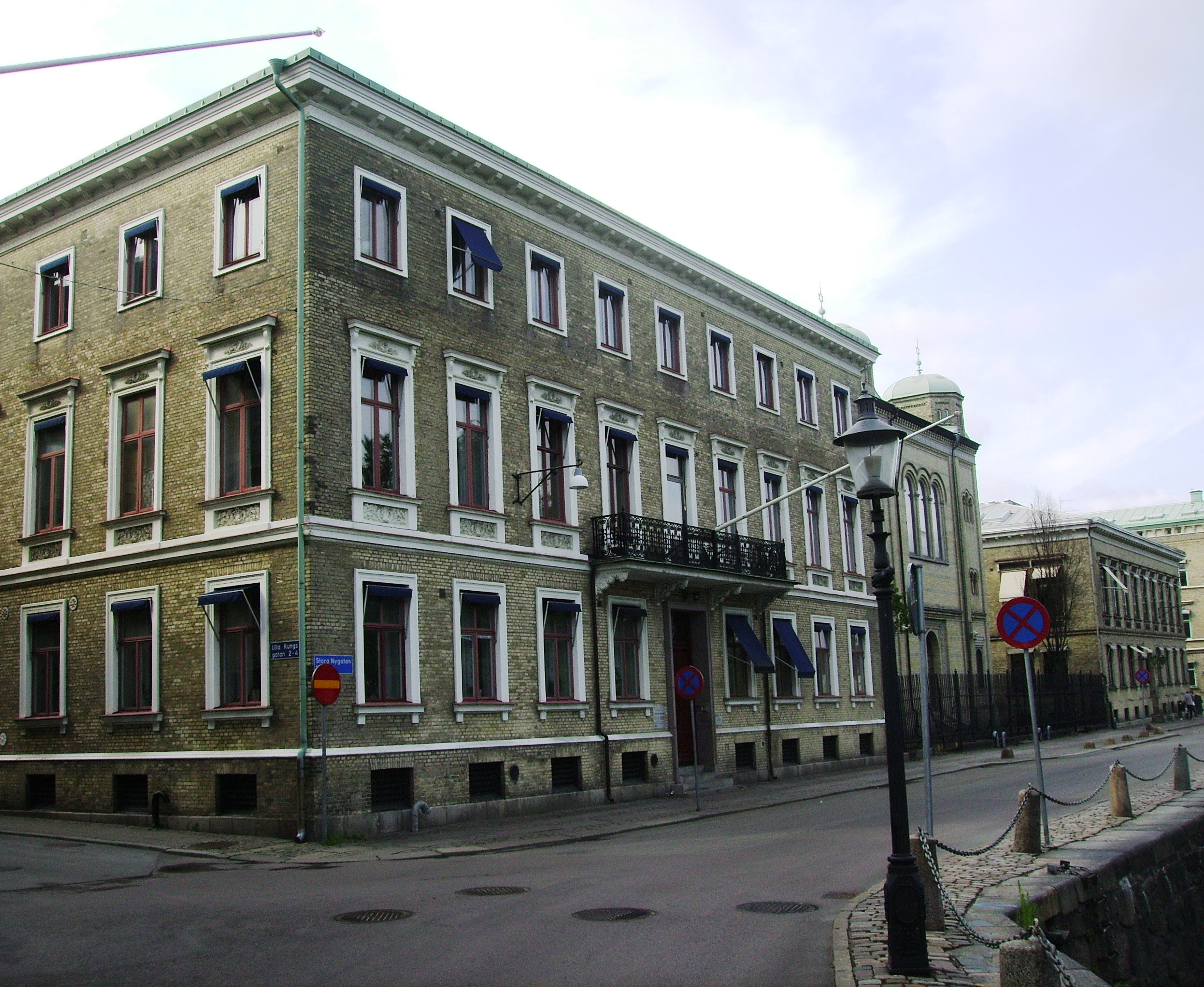
Stora Nygatan 17 1/2.

Stora Nygatan 17 ½ är en inofficiell belägenhetsadress i stadsdelen Inom Vallgraven i Göteborg. Det är Göteborgs enda adressplats som inte har ett helt gatunummer. Idag återfinns där en psykiatrisk mottagning.
Byggnaden uppfördes i nyrokoko efter ritningar av byggmästare August Krüger. Ursprungligen ingick byggnaden i ett byggnadskomplex med Synagogan i centrum. August Abrahamson var byggherre och huset stod klart på hösten 1856. Abrahamson flyttade då från Kungsgatan. Bottenvåningen var inredd med kontorslokaler medan själva bostaden var förlagd till övervåningen. 
Robert Dickson förvärvade fastigheten 1868. Efter fru Dicksons död 1921, övertog Försäkrings AB Amphion byggnaden och lät bygga på en våning. I samband med Fortias köp av byggnaden 1971 genomfördes en omfattande restaurering i samråd med Göteborgs historiska museum. Den kostade en halv miljon kronor, och signerades konstnären Pierre Olofsson. Vestibul och trapphus återfick sin gamla färgsättning och flera av huvudvåningens rumsinteriörer återställdes. Den stora salongen med sin nyrokokoinredning i vitt och guld är i dag en mycket välbevarad rumsinredning från tiden.
Husen på Stora Nygatan 17 och 17½ uppfördes som systerfastigheter. För sent upptäcktes, att det fanns två tomter, men bara ett nummer. Adressen blev därför Stora Nygatan 17½.